# Brug 1177
Brug 1177 is een bouwkundig kunstwerk in Amsterdam-Zuidoost.

## Eerste versie
Deze brug maakte van 1975/1986 tot 2014 deel uit van de kruising van het Reigersbospad (noord-zuid) komend uit het Nelson Mandelapark/Bijlmerpark en de Gaasperdammerweg (oost-west). Deze werd ongelijkvloers aangelegd in een combinatie van drie viaducten en dit bruggetje. Deze werd gebouwd over de afwateringstocht die aan de noordzijde langs de Gaasperdammerweg loopt. De Dienst der Publieke Werken met architect Dirk Sterenberg. Hij kwam met een brug op een betonnen constructie van brugpijlers en jukken. met daarboven een houten constructie van dikke balken in de leuningen. De brug was circa negentien meter lang en twaalf meter breed. Over brug liep een wandel- fiets- en ruiterpad.

## Tweede versie
Genoemde brug ligt er niet meer. De brug werd vernieuwd bij een van de rigoureuze herinrichtingen in de omgevingen. Rond 2010 werd het park opnieuw ingericht onder leiding van Francine Houben van Mecanoo. Deze inrichting had tot gevolg dat alle bruggen werden vervangen waaronder deze. Mecanoo kwam met één bruguiterlijk voor het gehele park. De overeenkomst is te vinden in de leuningen op balustrades in frames, die opgefleurd en opgevuld zijn door sierlijke linten. Bovendien is daarin verwerkt om welke toe- of uitgang het betrof. De brug werd daarbij aanmerkelijk korter. Niet veel later (2014) begonnen de werkzaamheden voor de verplaatsing van de Gaasperdammerweg naar de Gaasperdammertunnel. De gehele kruising werd afgebroken op dit bruggetje na. Toen de tunnel het stadium van afbouw naderde werden de terreinen weer opengesteld. De brug van Mecanoo zal aangesloten worden op de voet- en fietspaden van het park dat op het tunneldek wordt aangelegd, maar leidt in de zomer van 2021 nog nergens naar toe.
<<< · 1100 · 1101 · 1107 · 1008 · 1009 · 1110 · 1111 · 1119 · 1121 · 1122 · 1123 · 1124 · 1125 · 1126 · 1127 · 1128 · 1129 · 1130 · 1131 · 1132 · 1133 · 1134 · 1135 · 1139 · 1140 · 1141 · 1142 · 1143 · 1144 · 1145 · 1146 · 1148 · 1149 · 1150 · 1151 · 1152 · 1153 · 1154 · 1155 · 1156 · 1157 · 1159 · 1162 · 1163 · 1164 · 1165 · 1167 · 1170 · 1171 · 1172 · 1173 · 1174 · 1175 · 1176 · 1177 · 1179 · 1180 · 1181 · 1182 · 1183 · 1184 · 1186 · 1187 · 1188 · 1189 · 1190 · 1191 · 1192 · 1193 · 1194 · 1195 · 1196 · 1197 · 1198 · 1199 · >>>
Brugnummers 1102-1106 (gesloopt), 1112-1118 (gesloopt), 1120, 1136-1138, 1145, 1147, 1158 (onbekend), 1160, 1161, 1166, 1168, 1169, 1178 en 1185 (voetbrug Bijlmerweide bouw 1970, sloop 2015) zijn niet (meer) vergeven.